# María de Fátima Acosta
María de Fátima Acosta Vásquez (Iquitos, 25 de mayo de 1992) es una voleibolista peruana que juega como líbero y que forma parte de la Selección femenina de voleibol del Perú. Ha representado a su país en los Juegos Olímpicos de la Juventud 2010, donde ayudó a su equipo a ganar la medalla de bronce. Actualmente está sin equipo.

## Carrera

### 2008
María de Fátima hizo su debut en el Campeonato Sudamericano de Voleibol Femenino Sub-18 de 2008 siendo parte del equipo. Ayudó a su país a ganar la medalla de plata en el torneo.

### 2009
Representó a su país en el Campeonato Mundial de Voleibol Femenino Sub-18 de 2009, su equipo terminó sexto, el mejor resultado para cualquier equipo peruano desde 1993. Fue considerada como la tercera mejor líbero del certamen, la segunda mejor defensora y la tercera mejor receptora. Mafa junto con la mayoría de sus compañeros de equipo saltó a la fama después del torneo.
Firmó contrato con el club Deportivo Géminis para la temporada 2010-11 de la Liga Nacional Superior de Voleibol del Perú.

### 2010: Bronce Olímpico Juvenil
Ese año participó en el Campeonato Sudamericano de Voleibol Femenino Sub-20 de 2010 ganando la medalla de plata. Su equipo también ganó la medalla de bronce en los Juegos Olímpicos Juveniles 2010.

### 2011: Oro Copa Panamericana
Mafa jugó con su equipo juvenil en la Copa Panamericana de Voleibol Femenino Sub-20 de 2011, celebrada en su país, Perú. Su equipo ganó la medalla de oro.
También participó con su equipo en el 2011 el Campeonato Mundial de Voleibol Femenino Sub-20 de 2011 que se celebró en Perú, su equipo terminó en 6 º lugar.

## Clubes
| Club                      | País | Año       |
| ------------------------- | ---- | --------- |
| Deportivo Wanka           | Perú | 2008-2009 |
| Deportivo Géminis         | Perú | 2010-2016 |
| Universidad César Vallejo | Perú | 2016-2017 |
| Jaamsa                    | Perú | 2017-2020 |
| Deportivo Géminis         | Perú | 2021      |

## Resultados

### Premios Individuales
- "Mejor Recepción" de la Copa Panamericana Juvenil Perú 2011

### Selección nacional

#### Categoría Sub-20
- 2008:  "Tercera", Sudamericano Juvenil Perú 2008
- 2010:  "Sub-Campeón", Sudamericano Juvenil Colombia 2010
- 2010:  "Tercero", Juegos Olímpicos de la Juventud Singapur 2010
- 2011:  "Campeón", Copa Panamericana Juvenil Perú 2011
- 2011: 6º Lugar Mundial Juvenil Perú 2011

#### Categoría Sub-18
- 2008:  "Sub-Campeón", Sudamericano Menores Perú 2008
- 2009: 6º Lugar Mundial Menores Tailandia 2009

### Clubes
- "Campeón", Liga Nacional Superior Temporada 2009/2010 con Deportivo Géminis
- "Subcampeón", Liga Nacional Superior Temporada 2010/2011 con Deportivo Géminis
- "Campeón", Liga Nacional Superior Temporada 2011/2012 con Deportivo Géminis